# Berethalmi erődtemplom
A berethalmi erődtemplom műemlékké nyilvánított épület Romániában, Szeben megyében. A romániai műemlékek jegyzékében az SB-II-a-A-12328 sorszámon szerepel; emellett az Erdély erődtemplomos falvai elnevezésű világörökségi helyszín része.

## Története

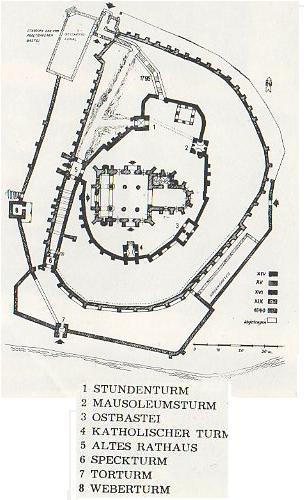
Az erődtemplom alaprajza

A berethalmi erődtemplom Erdély talán legépebben fennmaradt vártemploma. A templomot 1486-ban említették először írásos dokumentumok, de építését csak 1516-ban fejezték be. Az úgynevezett vártemplom 1572-től szász evangélikus püspöki székhely volt. A templom erődítési rendszere,és az épületet övező hét bástyás hármas védőfal különböző időszakokban épült ki. A belső falgyűrűjén kapu és óratorony is található, harmadik falgyűrűje azonban végül befejezetlen maradt. Az utóbbi évszázadokat épségben átvészelő templomban komolyabb károk csak az 1977-es földrengéskor keletkeztek, azonban az 1989-es rendszerváltás után a rongálódást sikerült helyreállítani, ezáltal az erődtemplom Europa Nostra-díjat nyert, 1993 óta az UNESCO világörökség része.

## Leírása

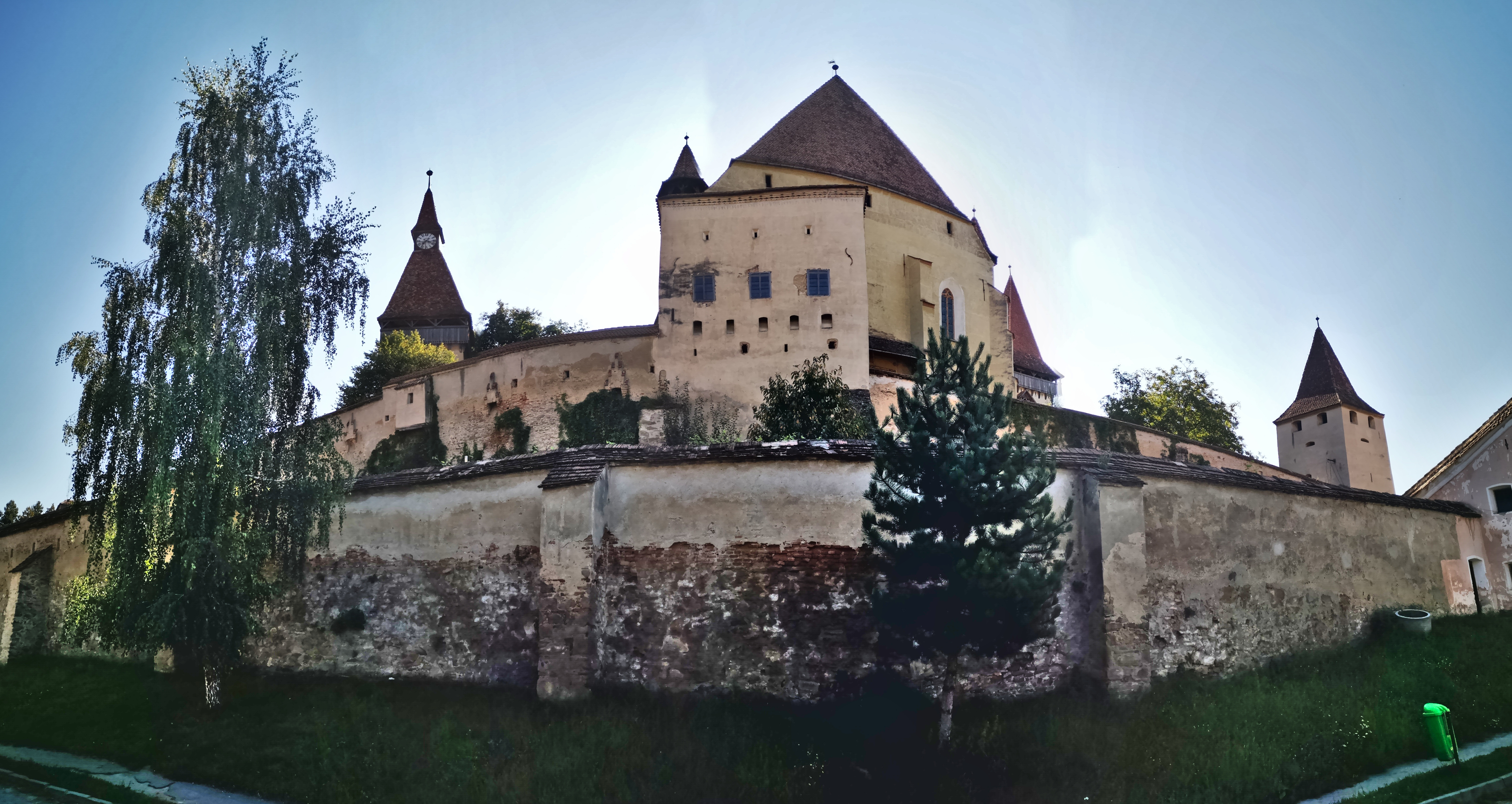
Berethalmi erődtemplom

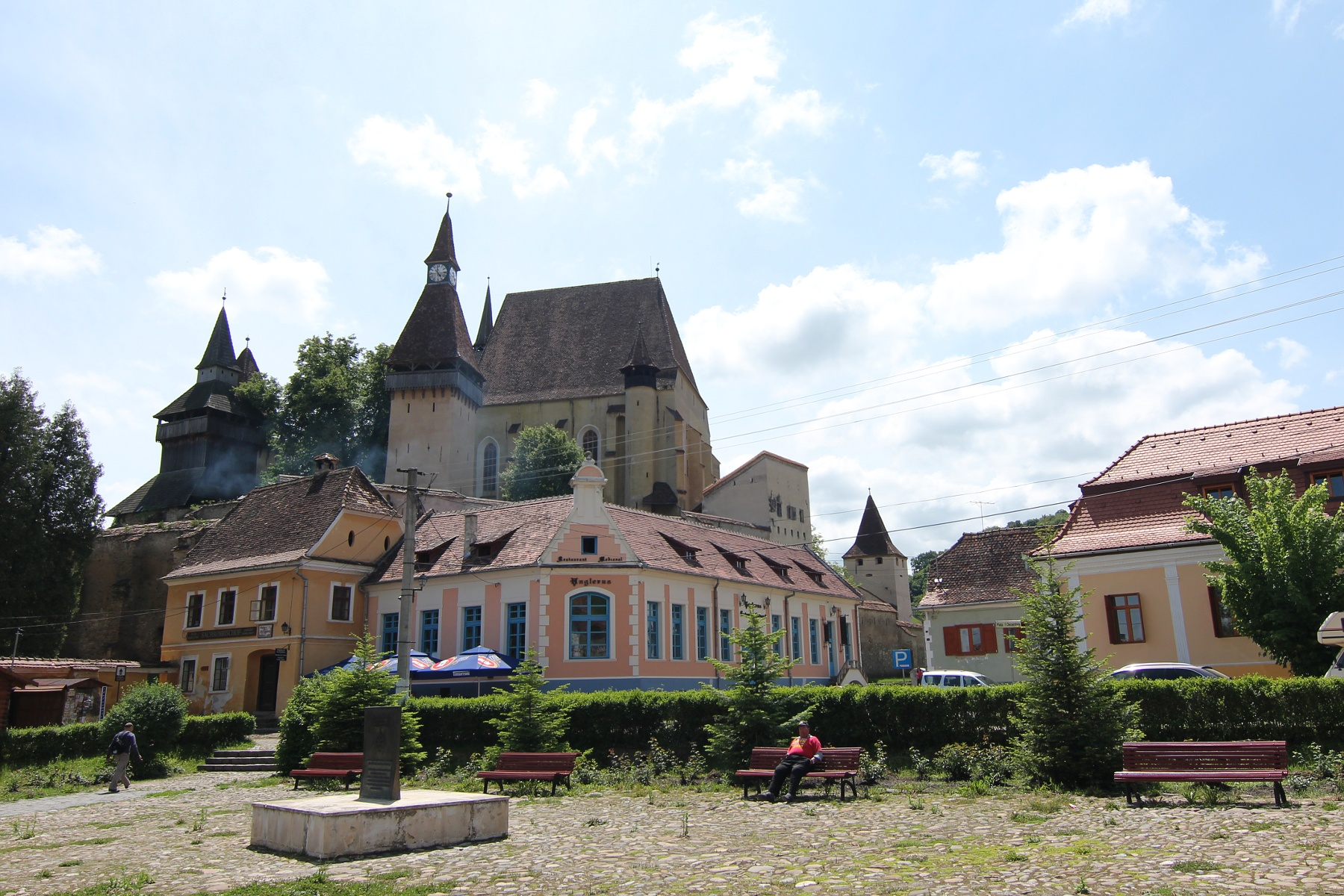
Az erődtemplom látképe

A falu közepén emelkedő dombra épített erődtemplomot több kaputoronnyal ellátott két ép falgyűrű veszi körül, amelyek némelyikét egykor raktárnak, tanácsteremnek, tömlöcnek használták. A felső udvarra fedett lépcső vezet az északnyugati toronyból, melynek közepén a későgótikus, háromhajós csarnoktemplom  áll, gyönyörű hálóboltozatos, díszes gótikus ablakokkal, az épület árkádjai alatti középkori hangulatú sétányokkal.
A középkori templomokban vagy az azokat körülvevő erődítésfalakban, tornyokban - mint a berethalmi templomban is - ha a település veszélybe került a gyülekezet közvagyonát is elhelyezték, tartalékként felhalmozva azt, mint itt az úgynevezett "bortorony"-ban a közösség borát. De emellett fontos funkcióval voltak felruházva a templom többi tornyai is: az egyik ilyen erődítésfalban kapott például helyet a városka szalonnakészlete.
A berethalmi templom talán legnagyobb kincse a híres szárnyas oltár, mely Erdély legnagyobb gótikus szárnyas oltára. A háromszintes oltár mely 1483 és 1524 között készült, huszonnyolc táblaképből áll. A művészien megmunkált monumentális méretű lenyűgöző alkotás belső részét a Krisztus keresztre feszítését ábrázoló szoborkompozíció díszíti, az oltárszegélyét pedig faragott, apró indák szövik át. Németalföldi hatású táblaképei Jézus életének jeleneteit ábrázolják, míg a templombelső falait középkori céhzászlók és keleti szőnyegek díszítik.
Sekrestyéjének építésének ideje 1515 körülre esik, ajtajának tizenöt zárnyelvet mozgató szerkezete az egykori templom és faluközösség vagyonának védelmét szolgálta. Reneszánsz ajtajának bonyolult zárszerkezete és pompás intarziás-faragott kiképzése páratlan. A tizenöt zárnyelvet mozgató szerkezet az egykori templom és
A templom díszes és faragott padjai Reichmut János mester munkái, de értékes a kora gótikus kőből faragott keresztelőmedencéje is.

## Galéria

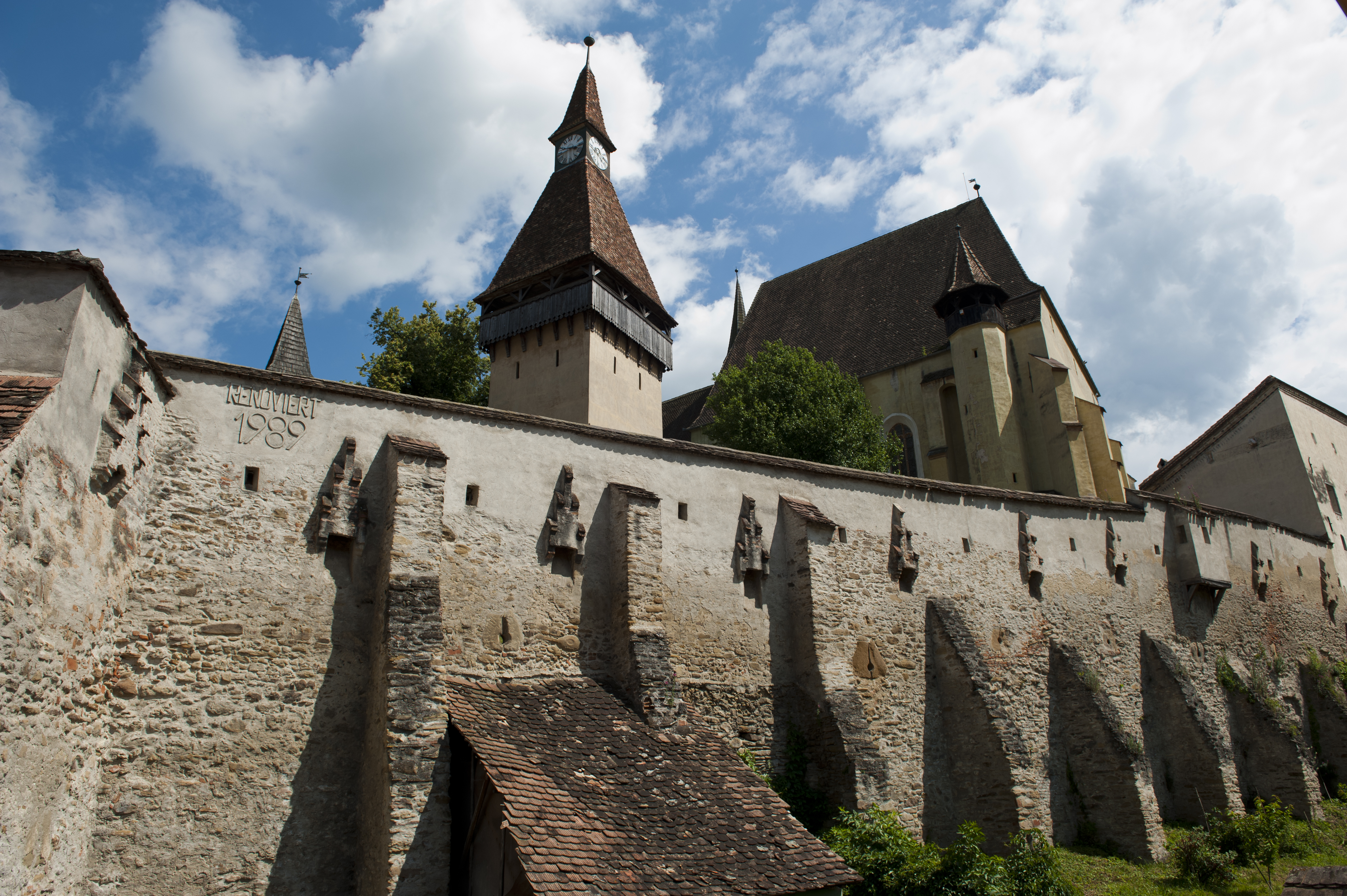
Az épületet körülvevő erődítés részlete
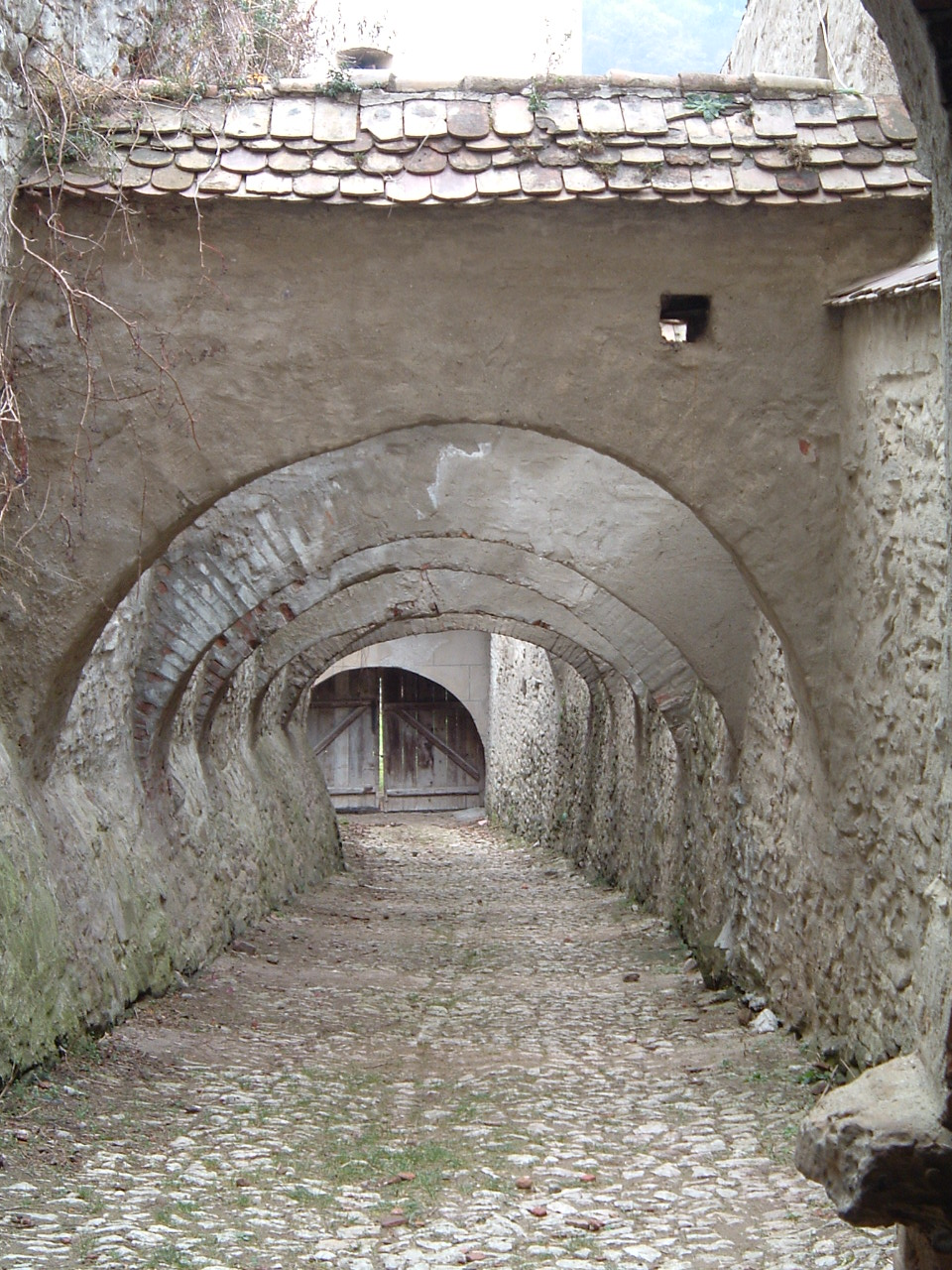
A régi árkádsor részlete
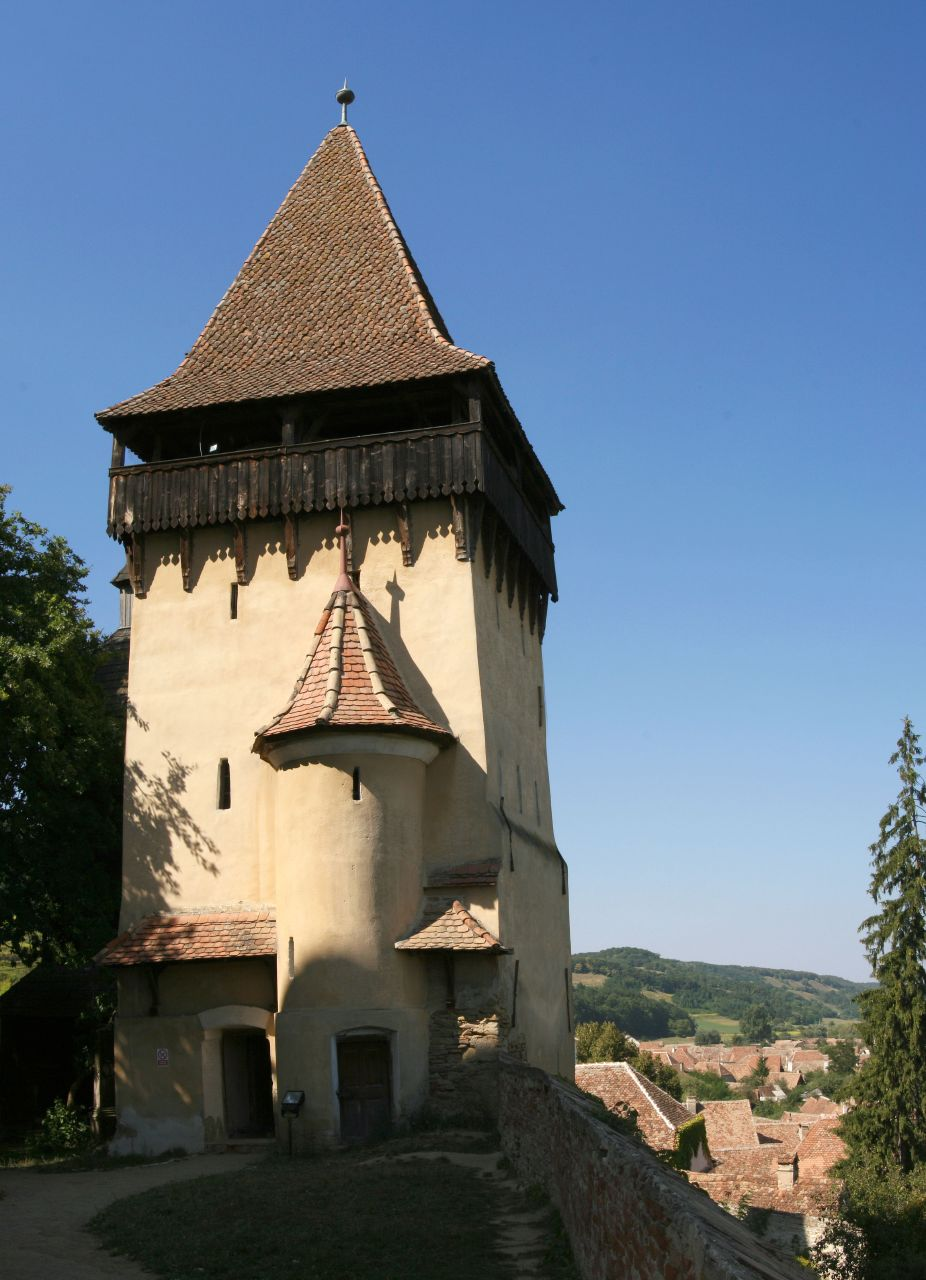
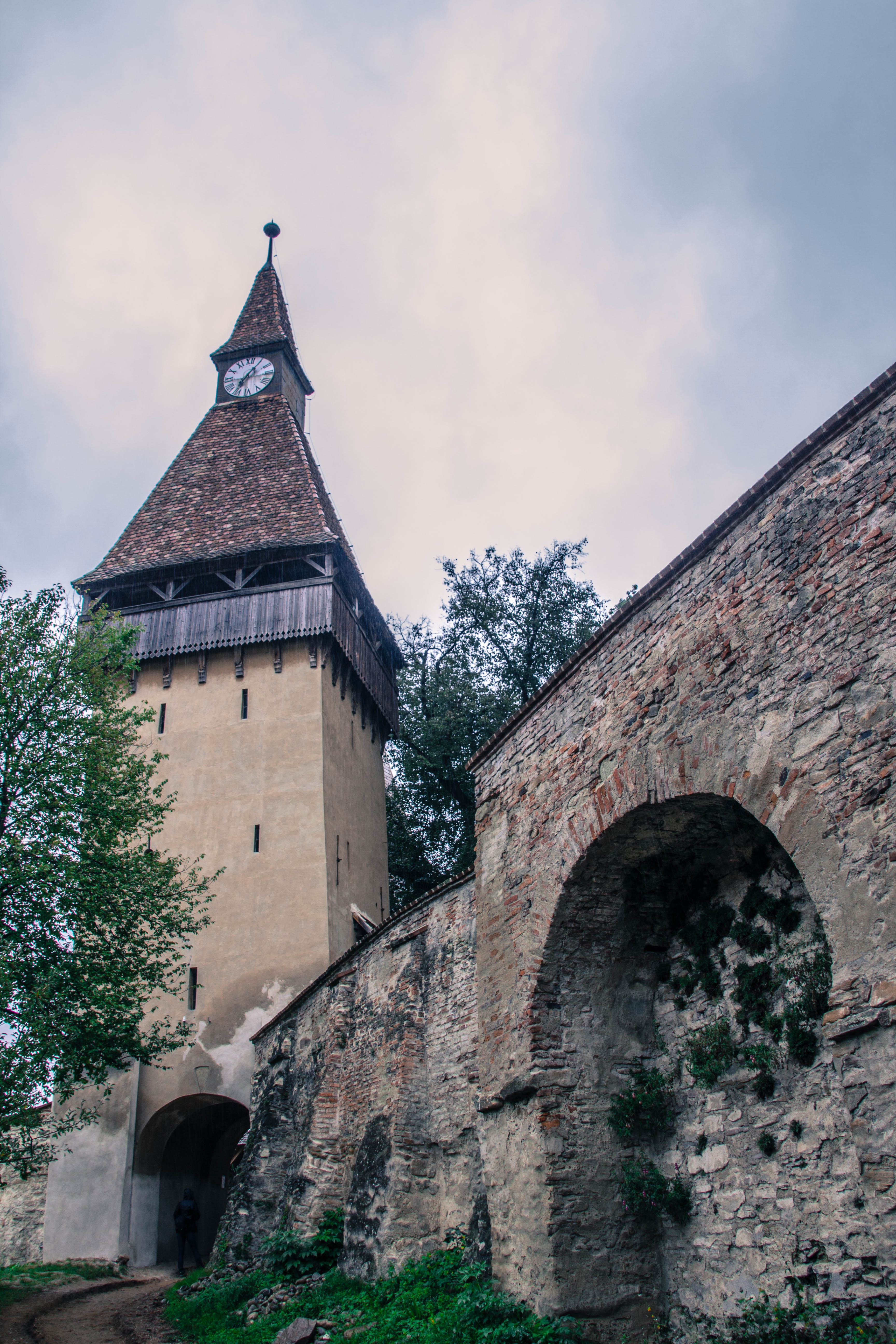
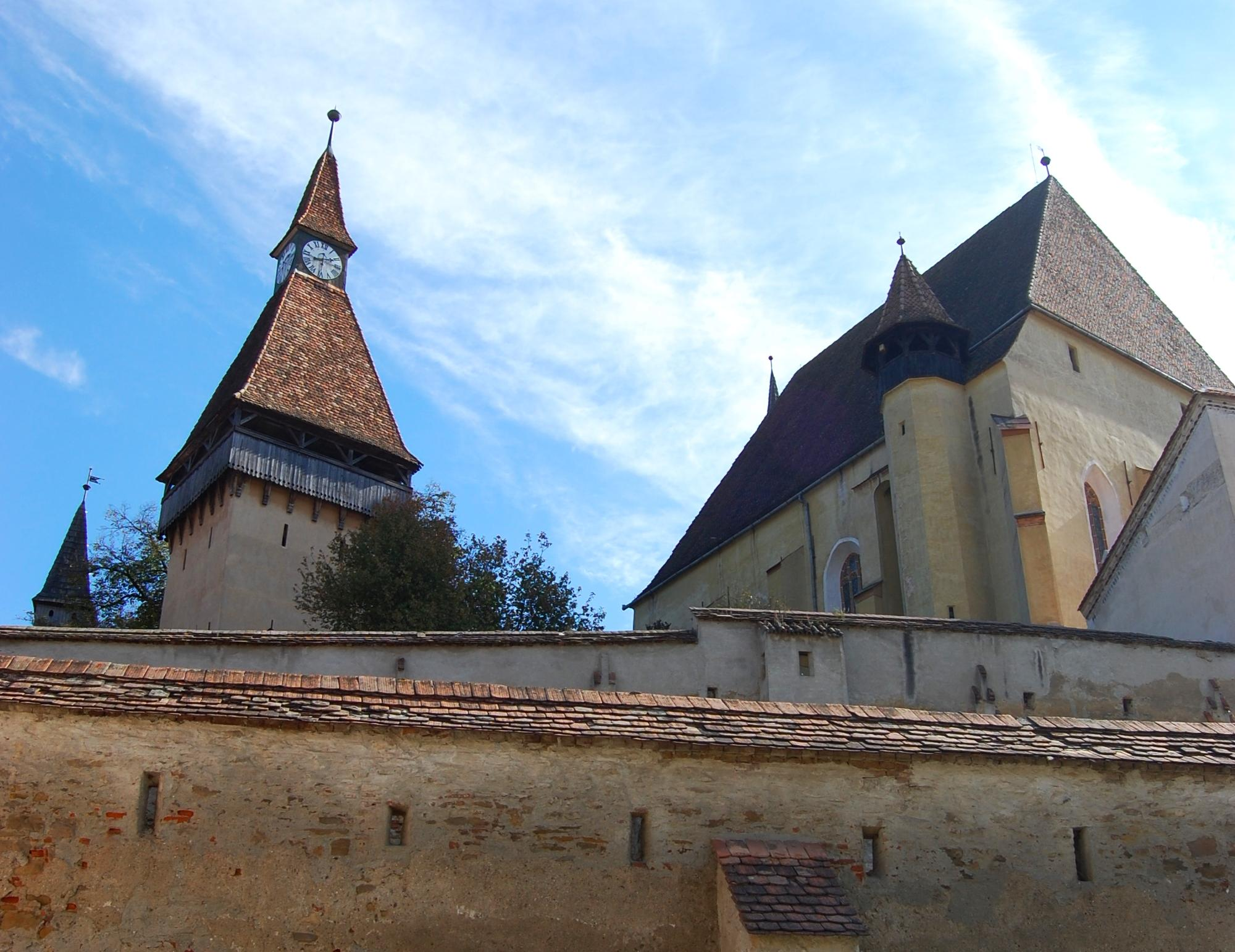
Templomrészlet
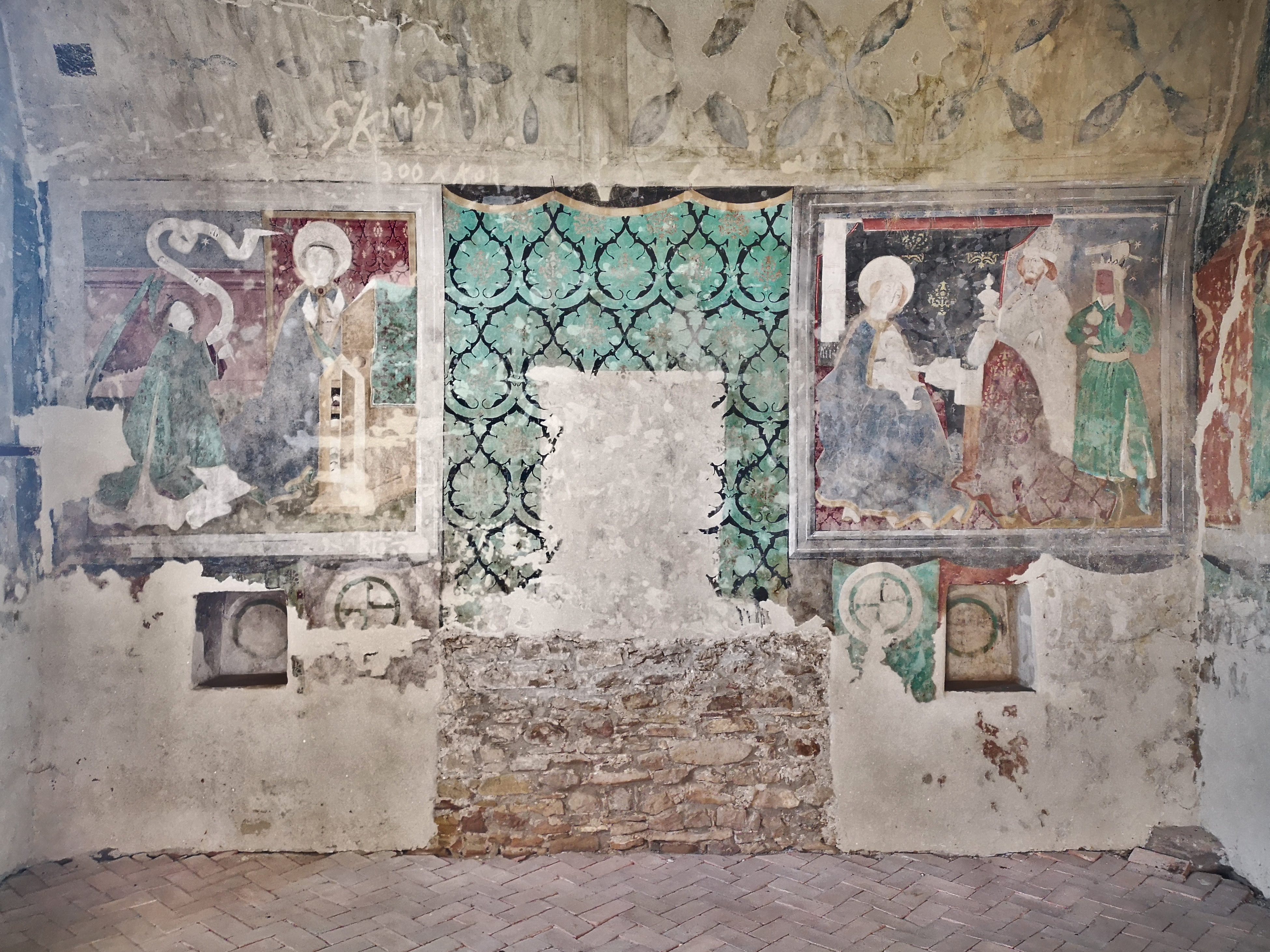
Freskórészlet
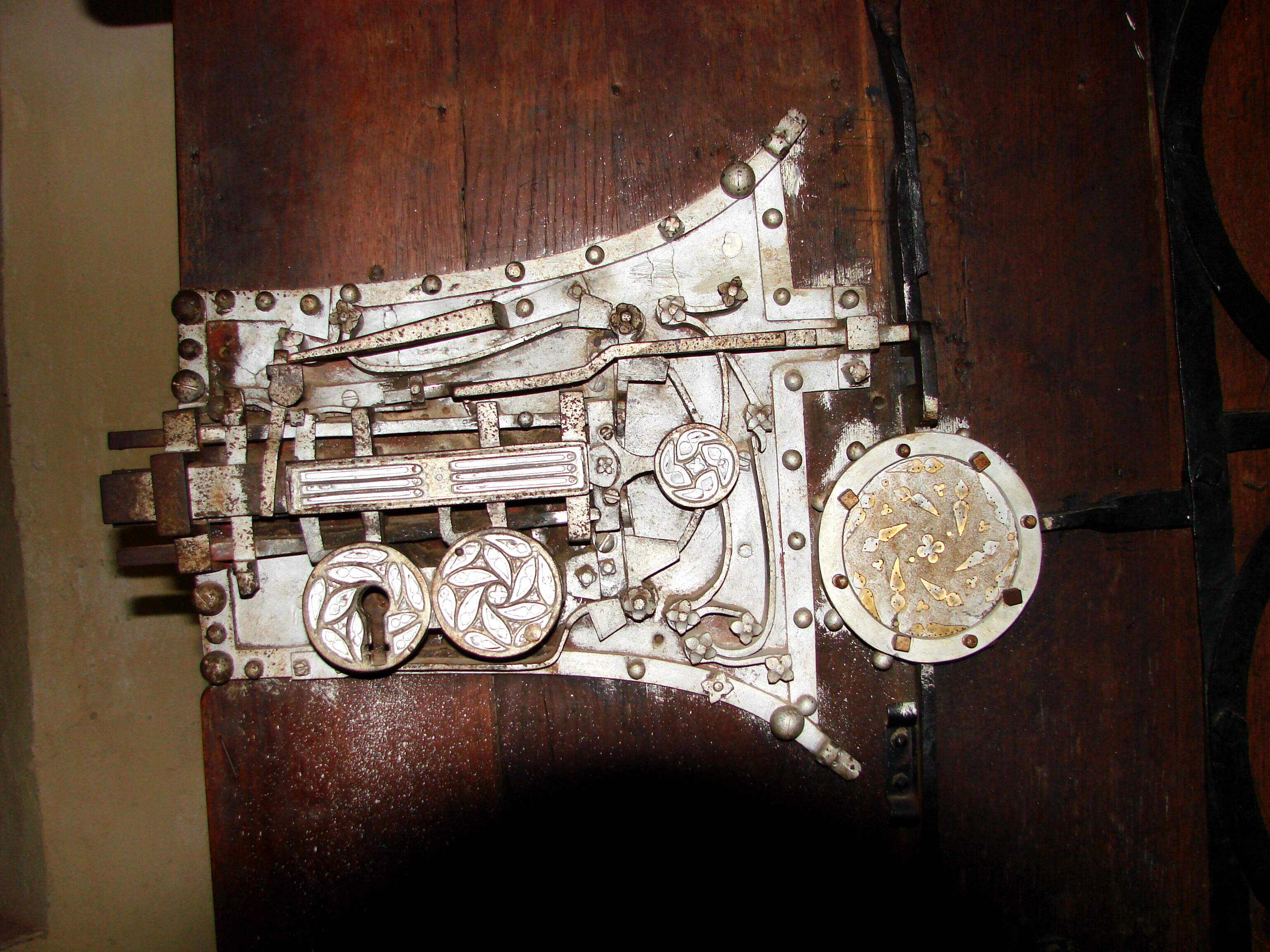
A sekrestye ajtajának különleges zárszerkezete
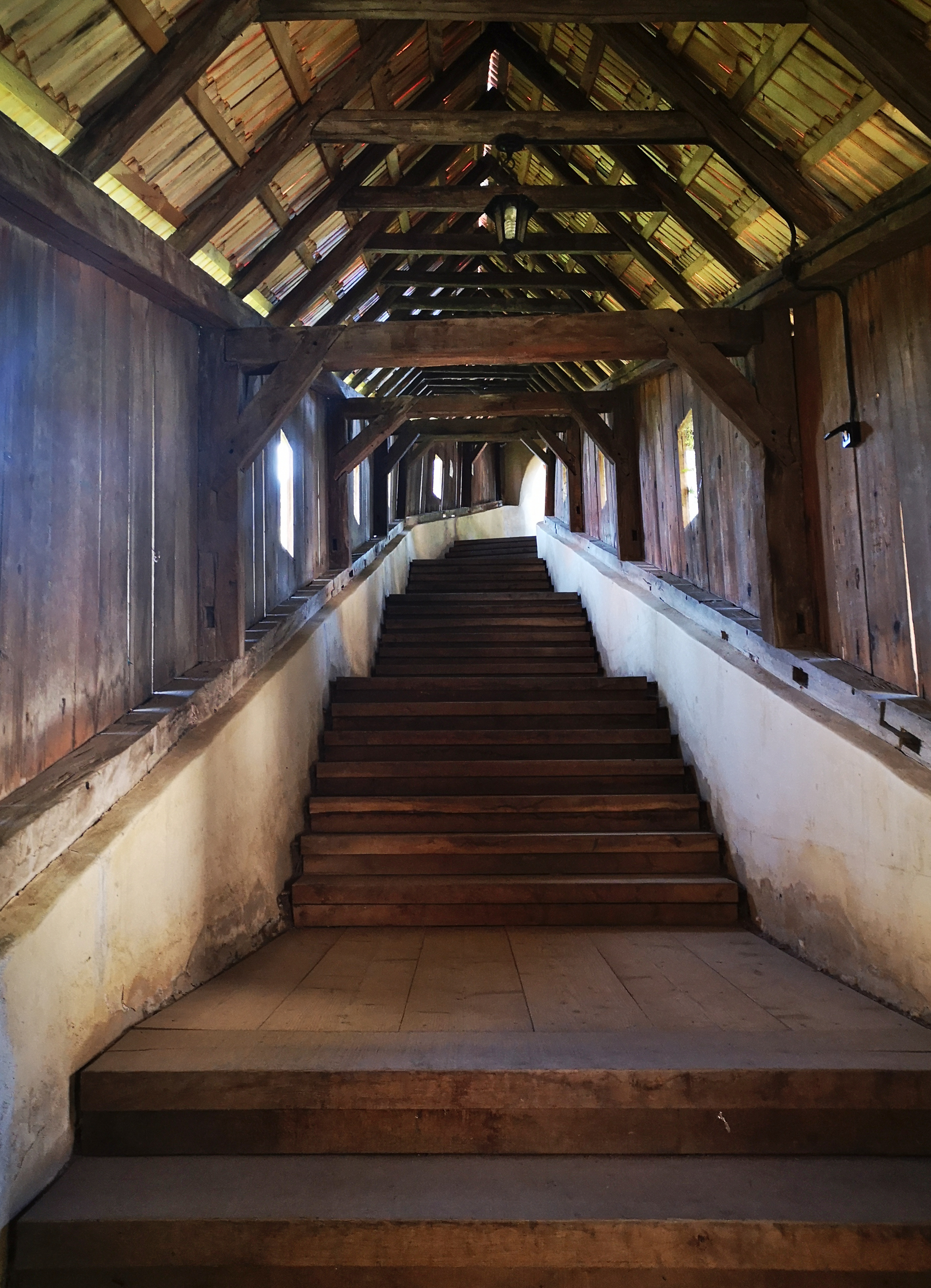
Fedett lépcsők
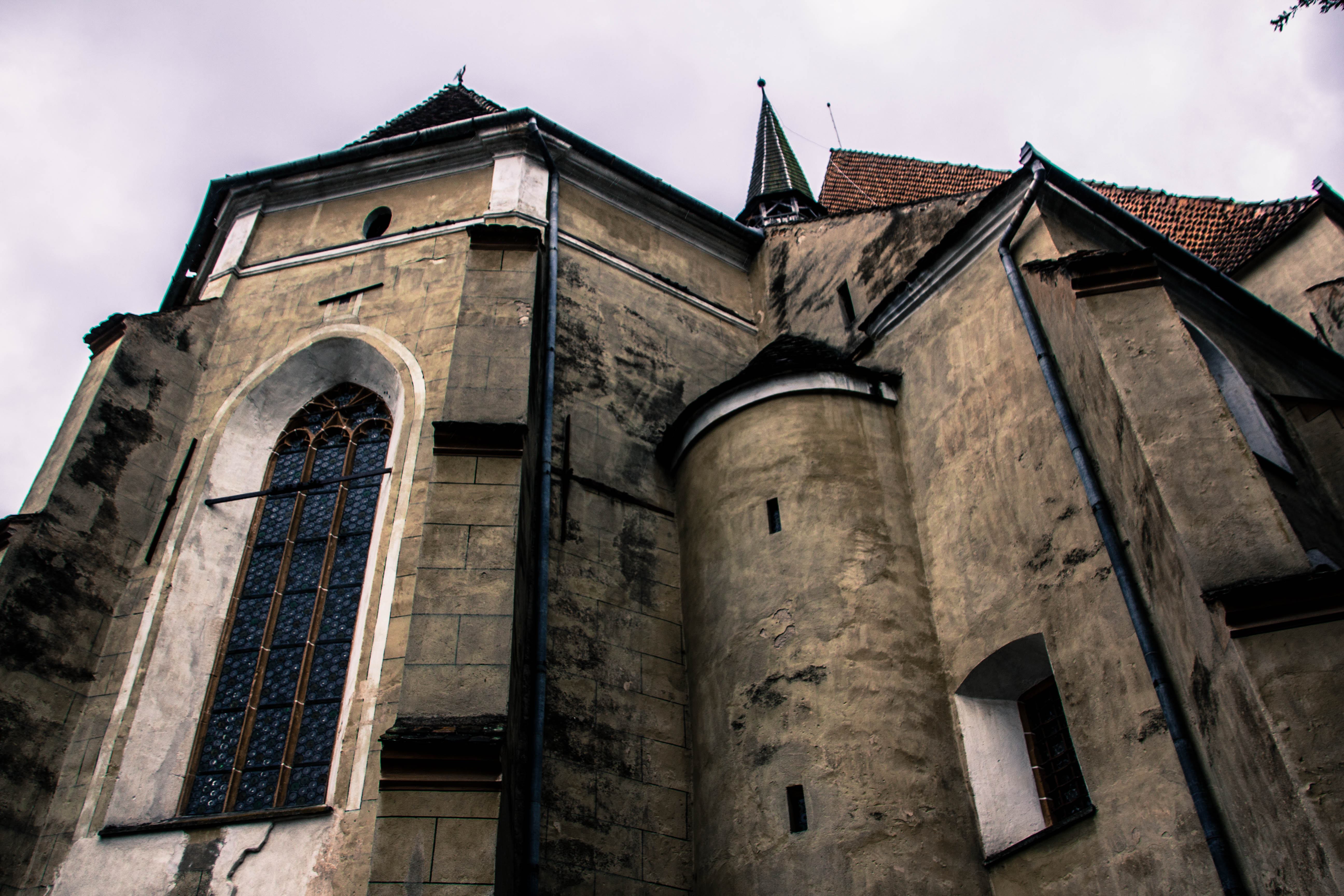
Templomrészlet
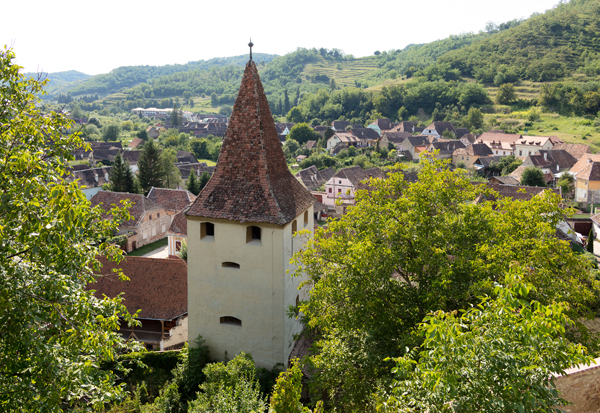
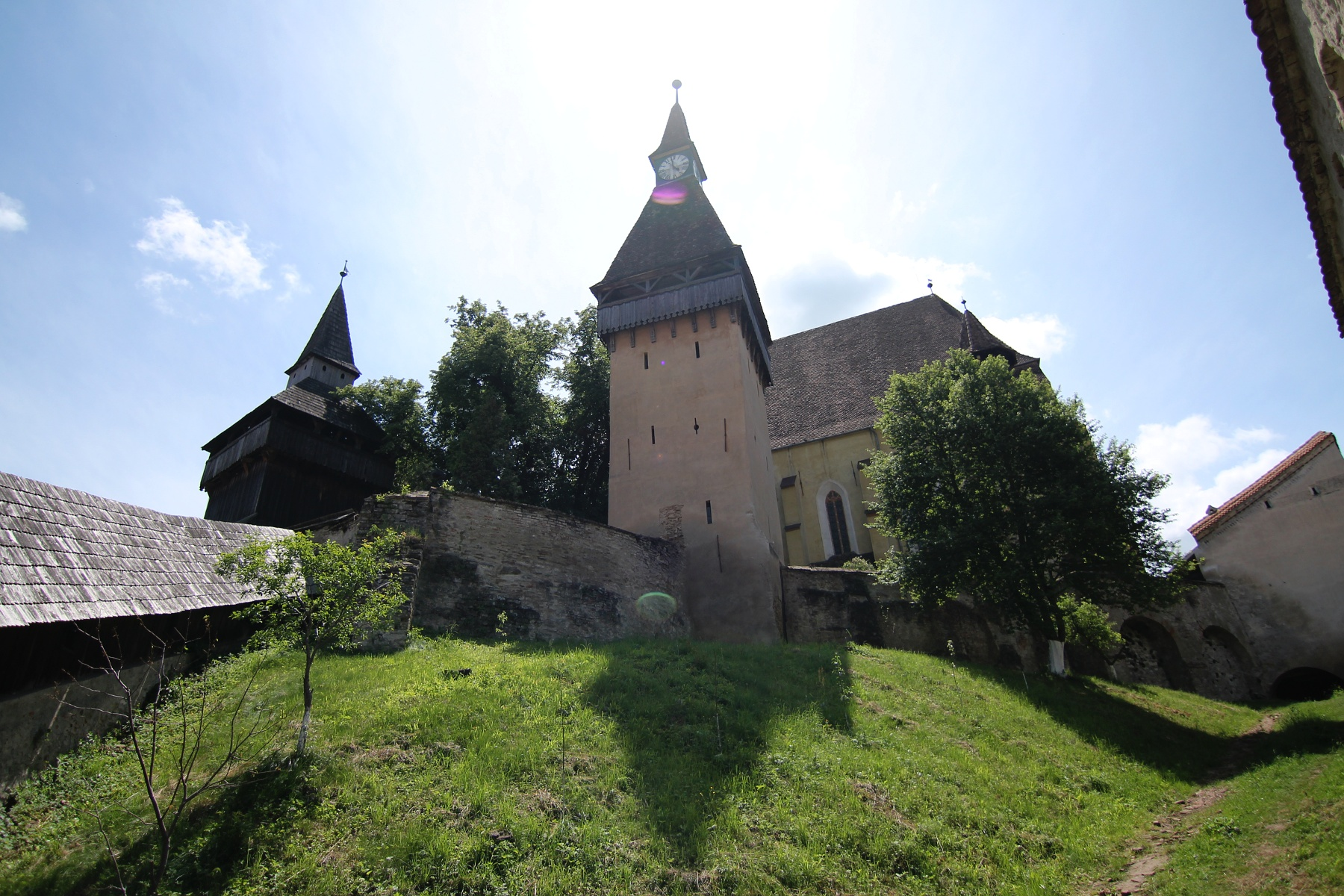
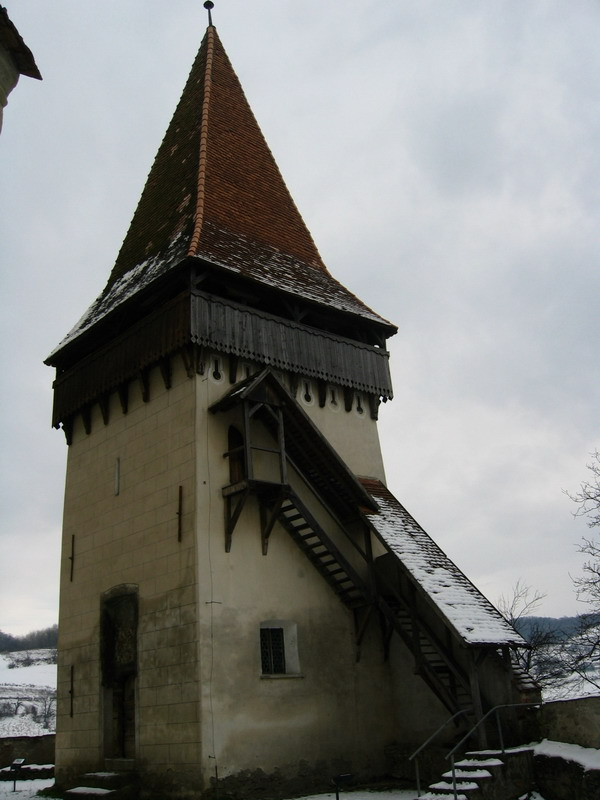
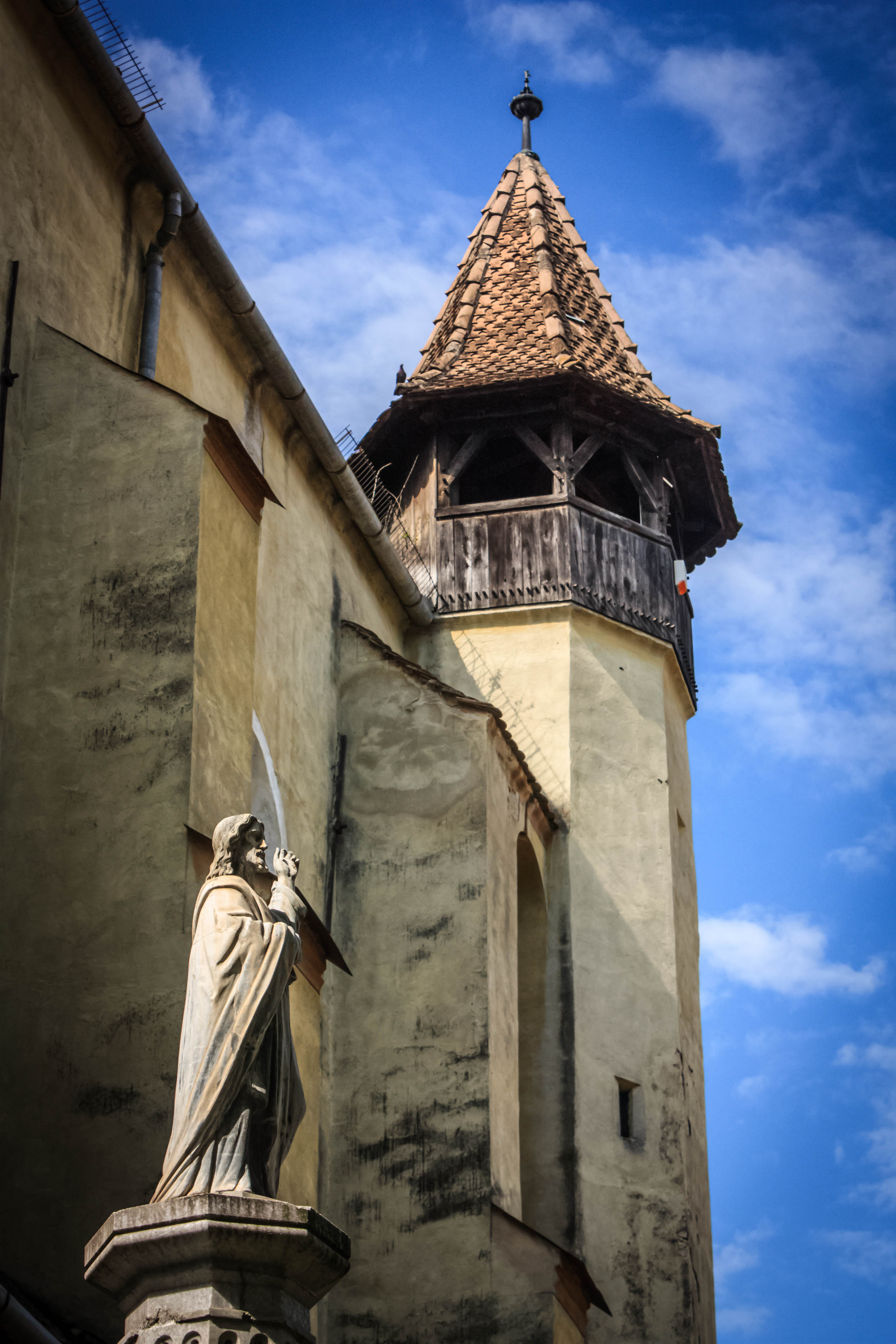
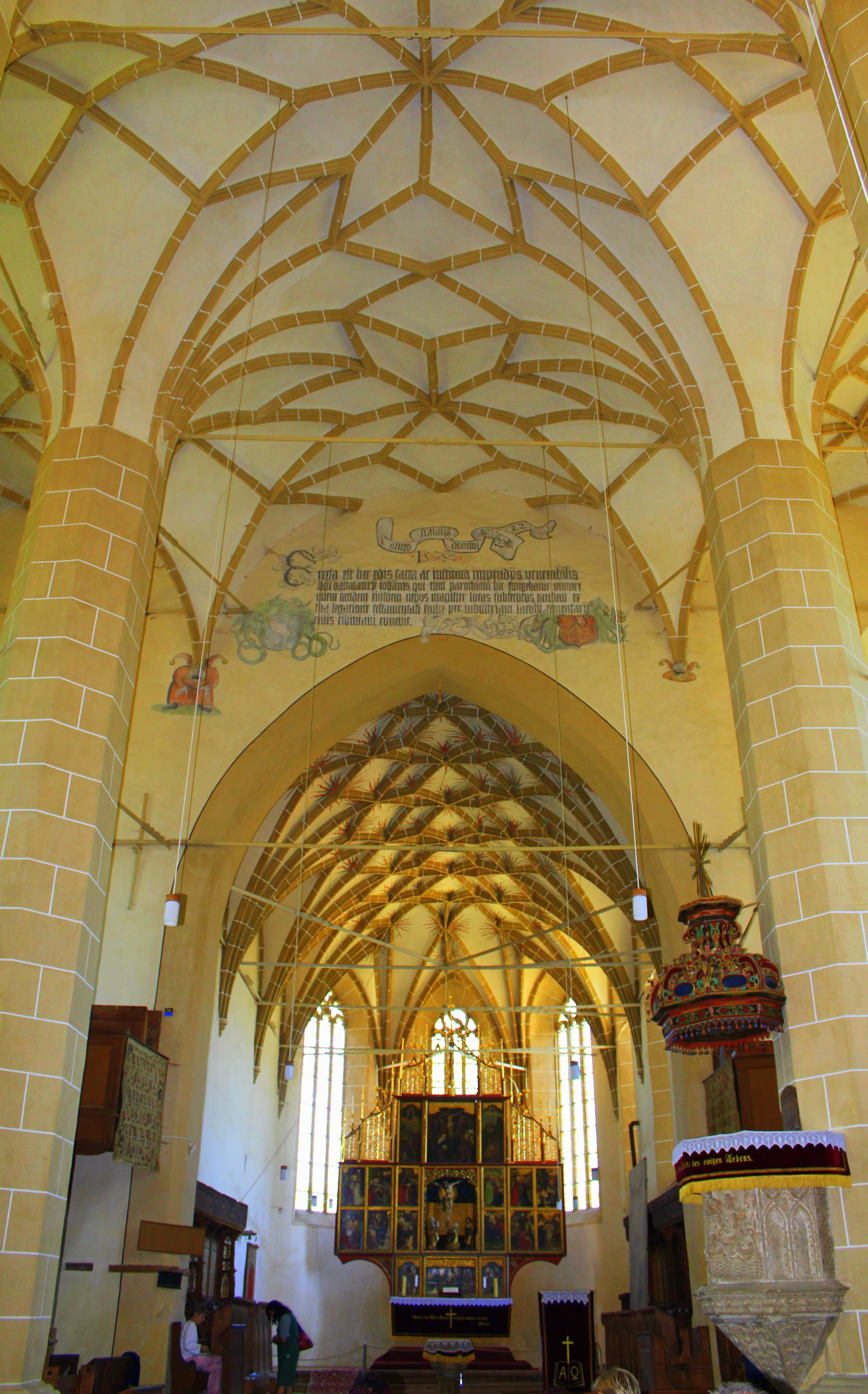
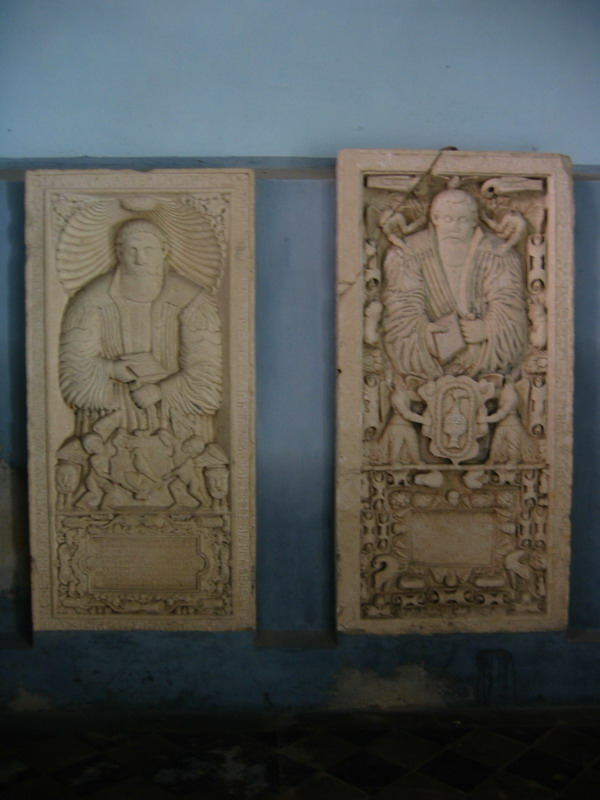